# Окситано-романские языки

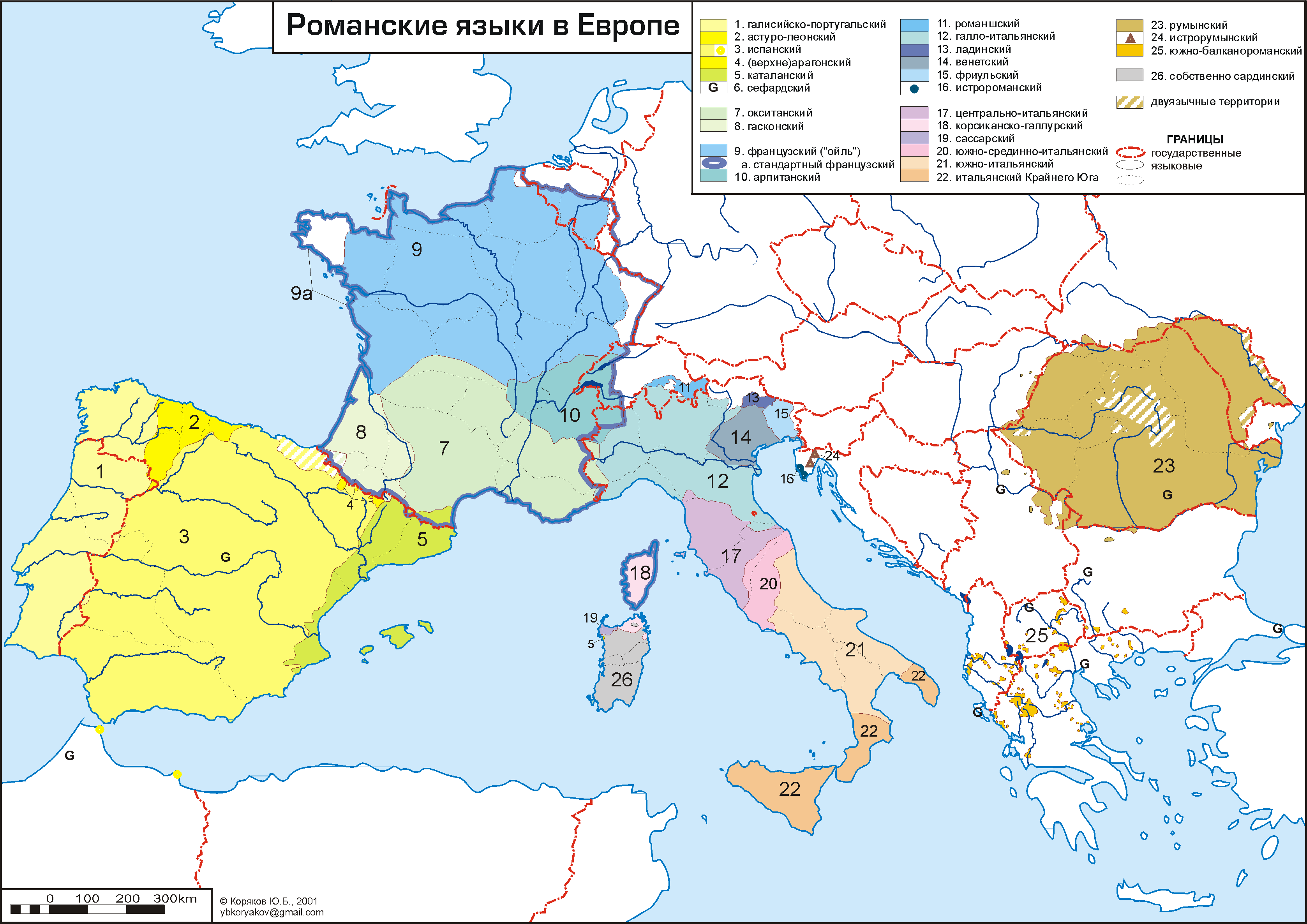
Романские языки в Европе. Окситано-романская подгруппа (зоны 5, 7 и 8) занимает географический центр Западной Романии, хотя до недавнего времени фактически вся она представляла собой непрерывный диалектный континуум

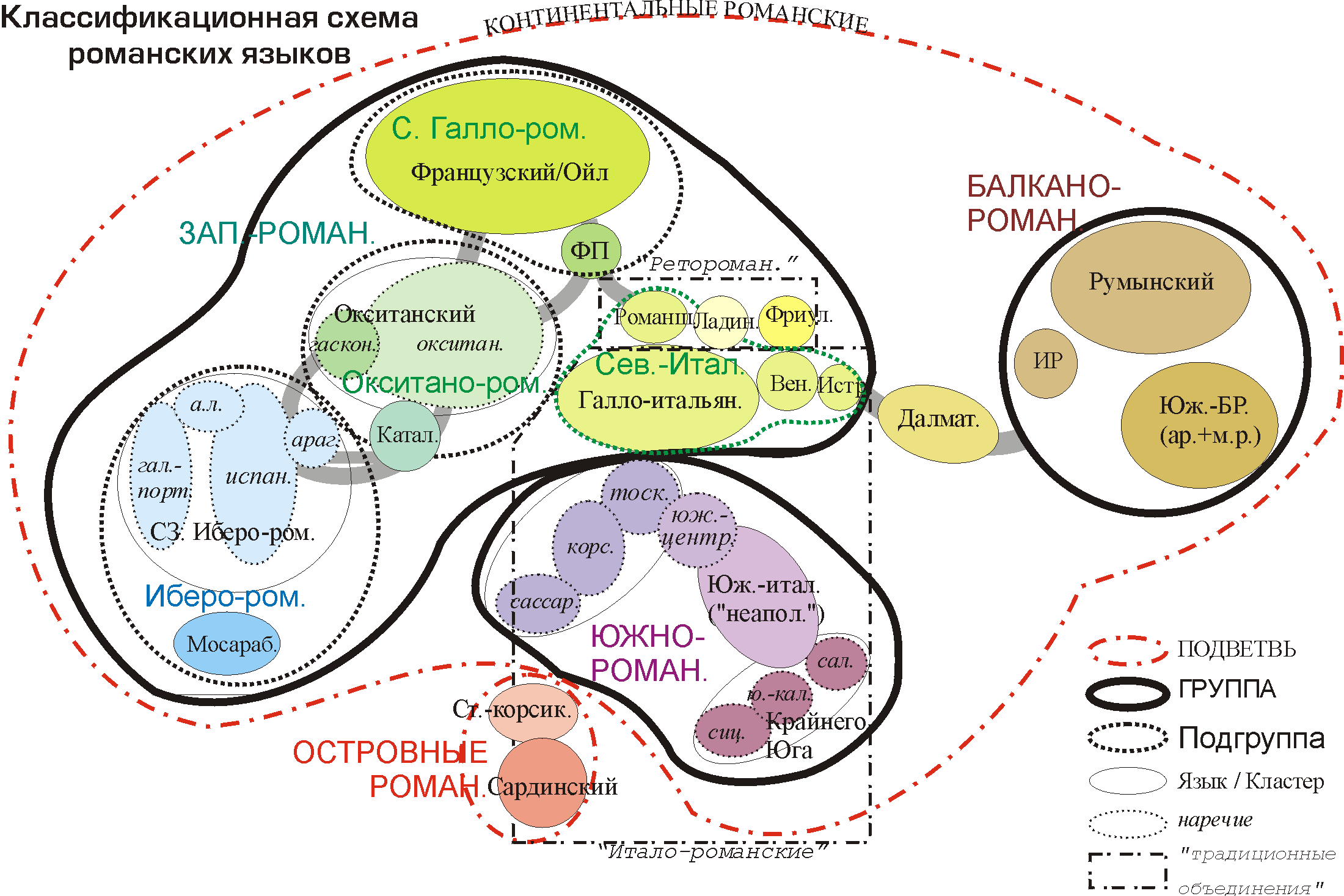
Структурная классификация романских языков: окситано-романская подгруппа находится в центре западнороманских языков.

Окситано-романские языки — одна из подгрупп, выделяемых в составе группы романских языков. Занимает географически центральное положение в западно-романском ареале. В конце средневекового периода традиционный ареал некогда процветавших окситано-романских языков был постепенно поглощён соседними романскими группами, в первую очередь, галло-романской (французский язык), отчасти также иберо-романской (испанский язык) и итало-романской (тосканский язык). Только каталанский язык смог довольно успешно отстаивать свои позиции.

## Характеристика
Будучи географически центральными, окситано-романские диалекты совмещают в себе большинство черт западно-романских языков. Окситанский язык некогда представлял собой язык-мост всей Западной Романии. Однако их нейтральность не следует преувеличивать. Из-за доминирующего положения Галлии в поздней Римской империи, в южной части которой развились окситано-романские идиомы, в них заметно влияние кельтского субстрата и германского суперстрата, слабеющего при движении с севера на юг. Поэтому в целом им наиболее близка галло-романская подгруппа.

## Классификация
Включает следующие языки:
- окситанский или провансальский язык[2]
  - северо-окситанские диалекты
    - виваро-альпийский диалект

  - лимузенский диалект
    - овернский диалект

  - средне-окситанские диалекты
    - лангедокский диалект
    - провансальский диалект (не путать с провансальским языком)

  - гасконский язык
    - аранский диалект

  - шуадит
- каталанский язык — единственный, имеющий статус официального в гос-ве Андорра и в а.о. Каталония (Испания), наряду с испанским.
  - валенсийский язык — имеет свою литературно-орфографическую норму в Валенсии, но воспринимается как диалект каталанского другими каталаноговорящими
- арагонский язык

Остальные окситано-романские языки и диалекты употребляются в устной речи и находятся на грани исчезновения.